# Cola sciaphila
Cola sciaphila är en malvaväxtart som beskrevs av J. Louis och Germain. Cola sciaphila ingår i släktet Cola och familjen malvaväxter. Inga underarter finns listade i Catalogue of Life.